# Alcístene
Alcístene (en llatí Alcisthene, en grec antic Αλκισθένη) va ser una pintora grega mencionada per Plini el Vell a la Naturalis Historia. Diu que era una pintora notable i parla d'una de les seves pintures que representava una ballarina.